# Poeppigia
Poeppigia là một chi thực vật có hoa trong họ Đậu.